# Гамбург

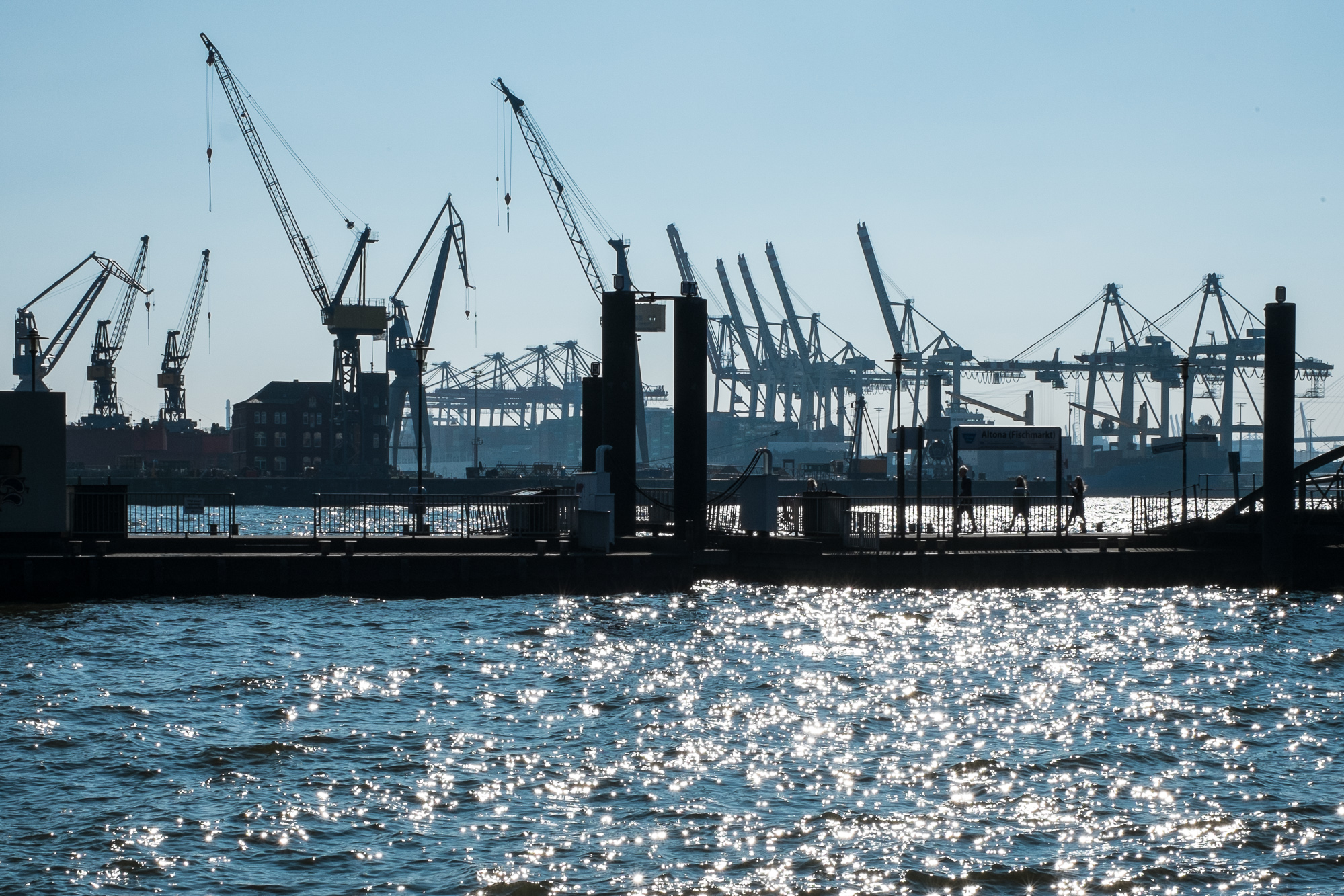
Гамбурзький порт

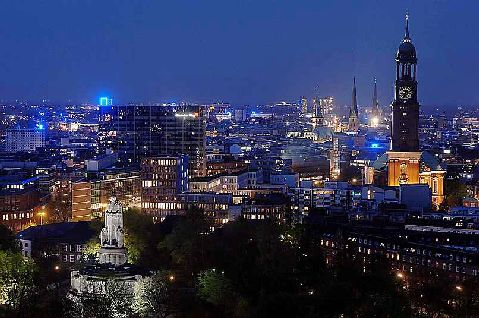
Нічний Гамбург

Ві́льне та га́нзейське мі́сто Га́мбург (нім. Freie und Hansestadt Hamburg, рідше Гамбурк [ˈhambʊʁk]) — несуверенне місто-держава і одночасно федеральна земля Німеччини.
За чисельністю населення (майже 1,9 млн жителів) це друге місто країни та шосте місто Європейського союзу (ЄС); одночасно Гамбург — найбільше нестоличне місто ЄС. Територія так званого Великого Гамбурга (Гамбург і його найближче оточення) становить також один з одинадцяти «європейських метрополісів» Німеччини, там проживає понад 5 млн жителів.
За загальновизнаною традицією, назва міста походить від нижньонімецького Hamm — «болотяна місцевість». Таку ж назву має один із районів міста. Латинізована форма імені міста Hammonia використовується, наприклад, у гімні міста.

## Географія
Розташований на початку лійкоподібного гирла (естуарію) річки Ельби, приблизно за 130 км до її впадання в Північне море. Історично прив'язаний до місця впадіння малозначної річки Альстер (56 км) в Ельбу.

## Історія

### Середньовіччя
Найдавніші сліди житла належать до племен північно-альбінгських саксів і знаходяться в районі впадіння р. Альстер до р. Лаби (сучасний центр міста) і датуються IV ст. Залишки першого поселення на території сучасного Гамбурга датуються археологами V—VI століттям, відносяться до епохи Великого переселення народів. Подальший розвиток поселення був пов'язаний з ободритами.
Історія Гамбурга починається з Гаммабурґа («Лісової фортеці» в перекладі з англосаксонської мови), скромного замку невеликого розміру, побудованого приблизно в 825 році нашої ери на піщаній косі між річками Альстер і Ельба. У 834 році, під час правління імператора Людовика Благочестивого, баптистерій замку став резиденцією архієпископа, а архієпископ Ансгар зробив молоде місто Гамбург базою своїх місій із християнізації язичників Північної Європи. Вікінги спалили місто 845 року, у наступні три століття Гамбург горів ще вісім разів.
До кінця XI століття вичерпалася роль Гамбурга як духовного мегаполісу на півночі Європи, і з того часу торгівля, а не релігія визначала життя міста. Між 1120 і 1140 роками були створені деякі торговельні підприємства, а заснування Адольфом II Гольштейнським міста Любек на Балтиці також сприяло економічному розвитку Гамбурга як порту на Північному морі. Восени 1188 року група гамбурзьких підприємців отримала від свого феодального сюзерена Адольфа III (графа Гольштейну), дозвіл на будівництво нового міста, прилеглого до старого, з гаванню на річці Альстер і спорудами для використання річки Ельби як зовнішнього рейду. 7 травня 1189 року імператор Фрідріх I Барбаросса підтвердив дозвіл Адольфа III в документі, що дає спеціальні права на торгівлю та навігацію.
У XIII столітті Гамбург неухильно зростав як за площею, так і за економічним значенням, завдяки розвитку Ганзи. У Ганзейській лізі Гамбург поступався тільки Любеку. Великі торгові компанії контролювали торгівлю між Московським князівством і Фландрією. Гамбург прагнув зробити торгові шляхи безпечними, тому місто купувало ділянки землі вздовж рукавів Ельби в безпосередній близькості від міста, а також землі, що лежать нижче за течією.

### Місто на шляху до сучасності
Наприкінці середньовіччя Ганзейська унія стала поступово розпадатися. Гамбург пішов своїм шляхом і до 1550 року перевершив Любек в економічному плані. Фондову біржу було засновано 1558 року, Банк Гамбурга — 1619 року. 1662 року стала діяти система конвоїв для торгового судноплавства, купці Гамбурга були першими, хто виходив у відкрите море в супроводі військових кораблів. Приблизно в той же час у Німеччині було вперше введено морське страхування.
В основі зміцнення Гамбурга лежали дві причини: по-перше, релігійні війни в другій половині XVI століття спонукали багатьох голландських купців емігрувати в регіон Нижньої Ельби, внаслідок чого Гамбург став центром вже налагодженої міжнародної торгівлі; по-друге, місто було настільки надійно укріплене в 1616—1625 роках, що бізнес у місті розвивався без проблем навіть під час найгірших криз Тридцятилітньої війни (1618—1648). До кінця XVII століття Гамбург із населенням 70 тисяч осіб став другим найбільшим містом Німеччини після Кельна.
Договір Готторпа, укладений із датчанами 27 травня 1768 року, звільнив Гамбург від теоретичного підпорядкування королю Данії й таким чином проклав шлях до визнання його імперським містом 1770 року. Крім того, згідно з договором, до Гамбурга відійшли острови від Ведделя до Фінкенвердера, які лежали між містом і лівим берегом Ельби, і які через сторіччя стануть місцем нових доків. Гамбург, однак, не надто довго користувався своїми новими привілеями: наполеонівські війни скинули старий порядок у Німеччині, а 1810 року маленьку державу було приєднано до Французької імперії Наполеона.
Після падіння Наполеона (1814—1815) Гамбург із 1819 року став державою-членом Німецького союзу з назвою «Вільне і Ганзейське місто Гамбург». Процвітання швидко відновилося, оскільки торгова експансія Гамбурга була поширена на недавно відкриті території в Африці, Азії, Північної та Південної Америки. Навіть велика пожежа в травні 1842 року, яка спустошила чверть міста, не перервала швидкого зростання. Внаслідок реконструкції вхід суден у гавань став доступним у будь-який час доби і не залежав більше від припливів і відпливів у гирлі Ельби.
Після створення Німецької імперії 1871 року політичний статус Гамбурга зберігся, і безперешкодний розвиток міста тривав далі. Чудові будинки в стилі бароко на густонаселеному острові Брук було знесено в 1880-х роках, щоб звільнити місце для складів нового порту. До кінця XIX століття, у ході якого населення зросло від 130 до 700 тисяч осіб, Гамбург розширився далеко за межі колишніх кордонів, поглинувши свої колишні передмістя.

### XX століття
Гамбург увійшов у XX століття, вирішивши зберегти та зміцнити свої позиції як «ворота Німеччини в світ»; нові доки і причали було побудовано на лівому березі річки Ельби. Однак Перша світова війна, що почалася в 1914 році, поставила хрест на розвитку міста. Міжнародна торгівля припинилася, а торговий флот Гамбурга (1466 суден) практично не залишав порт. Після війни майже всі гамбурзький кораблі було передано країнам-переможницям за рахунок репарацій Німеччини.
Протягом багатьох років після закінчення війни Гамбург не міг продовжити розвиток, оскільки вичерпав всі можливості розширення своєї території. Указ про Великий Гамбург від 26 січня 1937 роки змінив цю ситуацію, дозволивши Гамбургу приєднати сусідні міста Альтона, Вандсбек і Гарбурґ, які до цього належали Пруссії. Однак розпочата Гітлером Друга світова війна внесла свої страшні корективи; у ході війни нальоти авіації союзників зруйнували 55 відсотків житлового фонду Гамбурга і 60 відсотків портових споруд; загинуло 55 тисяч жителів міста.
Незважаючи на значні руйнування, відновлення міста йшло швидко. Символом післявоєнного комерційного розквіту міста став новий надто довгий діловий район Сіті-Норд, побудований у 1960-х рр. 1962 року в місті сталася повінь, унаслдок якої загинуло більше 300 осіб і було майже знищено стару частину міста. У середині 1960-х років чисельність населення Гамбурга перевищила 1,8 млн осіб, хоча за останні десятиліття вона скоротилася через переміщення жителів у передмістя. Населення іноземного походження Гамбурга до 1980-х років досягло 10 відсотків.
Возз'єднання Німеччини в 1990 році збільшило торгівлю між містом і країнами Східної і Центральної Європи. Протягом 1990-х рр. у місті тривала модернізація.

## Українці в Гамбурзі
Неподалік від ратуші на вулиці Гроссе Йоганіштрассе 23, є пам'ятна таблиця, присвячена соратнику гетьмана Івана Мазепи, українському політичному діячу — Андрію Войнаровському, який мешкав у місті та був викрадений росіянами. У місті по вул. Рерстіг 97-99 діє українська-греко-католицька церква Всіх святих.
У Гамбургу знаходиться будинок кінця XIX століття, так званий Афрікахаус (нім. Afrikahaus) по вул. Райхенштрассе 27. Як вказує Тетяна Скібіцька саме цей будинок німецького архітектора Мартина Галлера 1899 року надихнув київського архітектора Владислава Городецького на зведення знаменитого київського Будинку із химерами. Через Гамбург прямував на розташований в північному морі острів Гельголанд Ілля Мечников. У 1895 році Міністерство шляхів сполучення Російської імперії замовило в Гамбургу роз'їзний катер для Києва. Під час українсько-польського походу 1920 року цей катер був відбитий у більшовиків і увійшов до складу польської Пінської військової флотилії як «Кілінський». У 1939 році корабель було захоплено радянськими військами і він увійшов до радянської Пінської військової флотилії і знову базувався у Києві. Тут корабель загинув під час оборони Києва у 1941 році.

## Промисловість
Гамбург — центр машинобудування, легкої й поліграфічної промисловості: заводи Airbus, Blohm + Voss, Beiersdorf, NXP Semiconductors, Bonprix.
У місті розташовані знамениті видавництва: Шпігель (нім. Spiegel-Verlag) і найбільше видавництво Європи Грунер і Яр АҐ (нім. Gruner + Jahr AG & Co KG).

## Транспорт
Гамбург — великий транспортний вузол — залізниця, автомагістралі, великий морський і річковий порт. Морський порт Гамбурга займає перше місце в Німеччині і третє місце в Європі (після Роттердама й Антверпена) за вантажообігом (136,5 мільйонів тонн у 2017 році). На території Гамбурга розташований міжнародний аеропорт.
Через Гамбург проходять європейські маршрути E22 (Голігед-Ішим) та E45 (Каресуандо-Джела). Автошлях E26 сполучає Гамбург із Берліном, A23 — з Гайде, B4 — з Гарцом, Ерфуртом та Нюрнбергом, B5 — з Франкфуртом-на-Одері та Слубіце, B73 — з Куксгафеном, B75 — з Любеком, B207 — з Ольденбургом, B431 — з Мельдорфом. І це далеко не повний список автошляхів.
У 2018 році в місті (а також в Аахені) ввели заборону на дизельні автомобілі.

## Наука й освіта

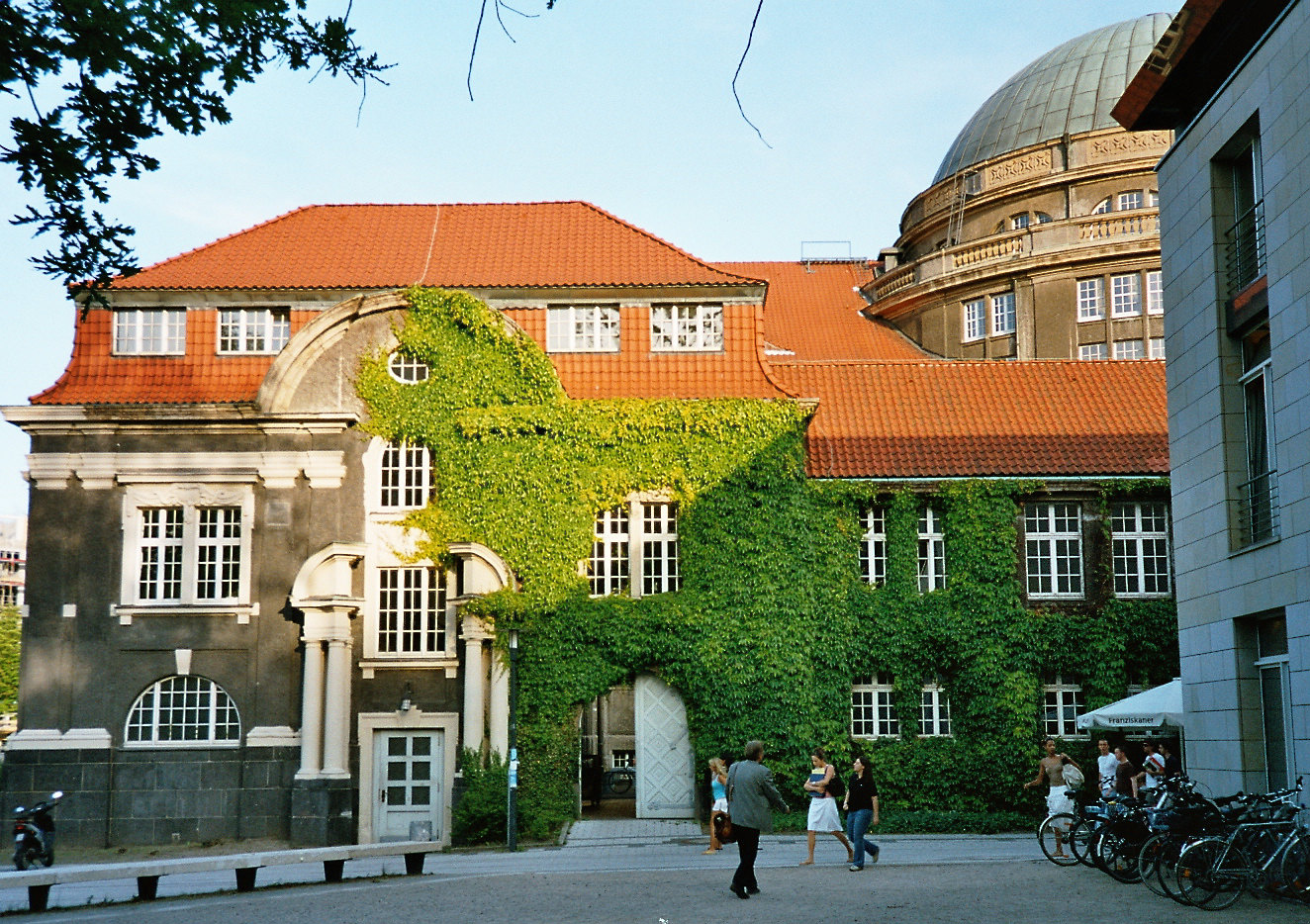
Гамбурзький університет

Численні вищі навчальні заклади, наприклад:
- Гамбурзький університет (Universität Hamburg).
- Технічний університет Гамбург-Гарбург (Technische Universität Hamburg-Harburg).
- Гамбурзька заочна вища школа (HFH Hamburger Fern-Hochschule).
- Вища школа образотворчого мистецтва (Hochschule für bildende Künste).
- Вища школа прикладних наук (Hochschule für Angewandte Wissenschaften).
- Університет архітектури розвитку довкілля (HCU — Universität für Baukunst und Raumentwicklung).
- Військовий університет Гельмута Шмідта (Helmut-Schmidt-Universität der Bundeswehr).
- Приватна школа правознавства (Bucerius Law School).
- Гамбурзька школа управління (HSBA Hamburg School of Business Administration).
- Інститут метеорології та іноземних і міжнародних прав особистості товариства Макса-Планка.
- Інститут тропічної медицини імені Бернгарда Нохта.

Найбільша наукова бібліотека Гамбурга – Гамбурзька державна та університетська бібліотека імені Карла фон Осецького
Є й інші науково-дослідницькі установи, зокрема ДЕЗИ — німецький електронний синхротрон (нім. DESY Deutsche Elektronen-Synchrotron).
На півночі Гамбурга проєктувався тунель (30 км) для першого у світі лінійного колайдера TESLA. Він розрахований на сучаснішу технологію надпровідників та стане поряд із прискорювачем протонів (LHC) у Женевському CERN наступним великим кроком у дослідженні фізики частинок.
У Гамбурзі розташовано також дві школи музичних виконавців Stage School of Music, Dance and Drama та Joop van Ende Academy (належить Stage Entertainment).

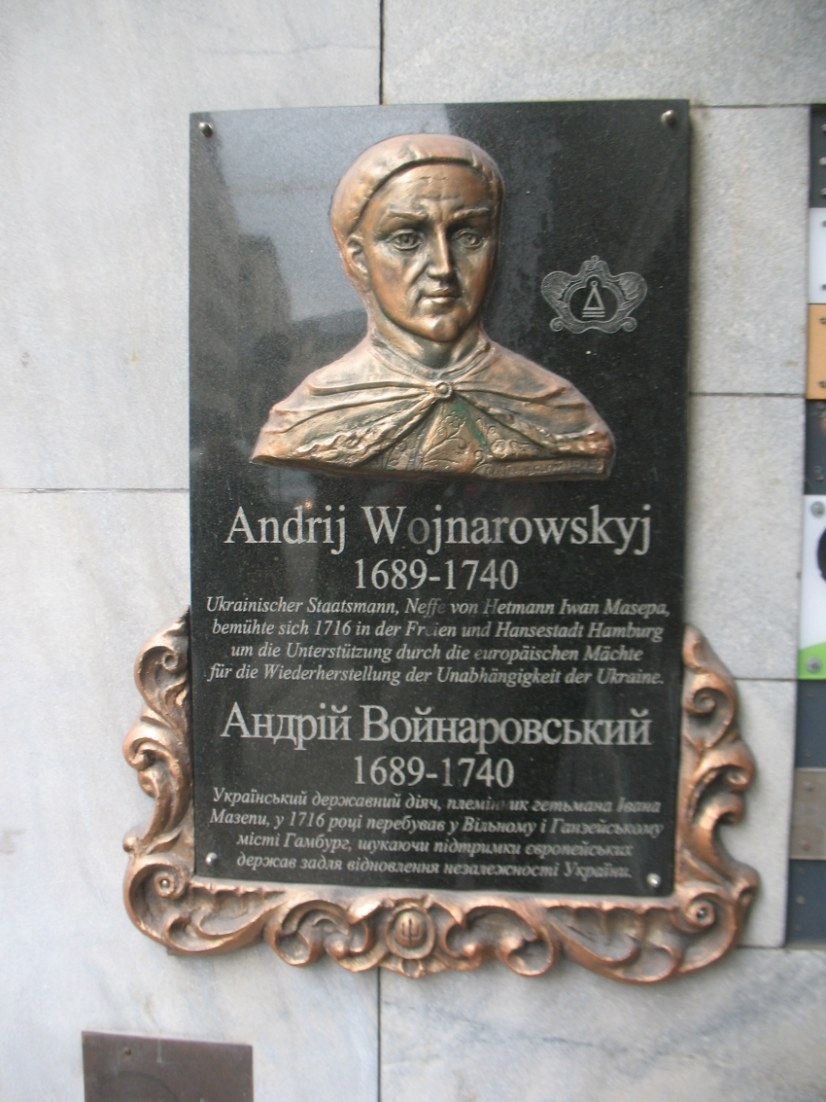
Меморіальна дошка Андрію Войнаровському у Гамбургу по вул. Große Johannisstraße 13. Фото 2013 р.

## Культура
Тут розташовано 60 музеїв зокрема, один із найбільших у світі морських музеїв, присвячений освоєнню моря, Міжнародний морський музей Гамбурга; Гамбурзька картинна галерея та Музей мистецтв і ремесел є одними з найважливіших художніх музеїв; музеї краєзнавчої історії, як-от Музей історії Гамбурга, Музей праці та ряд колекцій із різних галузей науки від Етнографічного музею до сучасного планетарію. Є 45 театрів (зокрема, опери, балету й драми), бібліотеки, один із найкращих європейських зоопарків — Гаґенбека, Гамбурзький симфонічний оркестр. У центрі міста розташований ботанічний сад, який сполучається з міським парком Плантен-унд-Бломен. У ботанічному саді є відділ рослин інших регіонів світу, який поділений на багато вольєрів, де відтворено кліматичні умови з характерною температурою та вологістю, які притаманні тропічним джунглям, пустелям тощо.
Понад 50 тисяч людей відвідують щоденно заклади культури міста.
31 жовтня 2016 року німецький будівельний концерн Hochtief передав Гамбургу 110-метрову «Філармонію на Ельбі». Будівництво тривало 9 років i коштувало 789 мільйонів євро. Філармонія стала одним із символів міста. Вона споруджена на одному з островів на Ельбі, який раніше був забудований величезними складами гамбурзького порту. Мегабудівля має засвідчити перевтілення Гамбурга з міста торговців у сучасний культурний центр світового рівня.

## Спорт
У місті базуються: футбольний клуб Гамбург (виступає в Другій Бундеслізі, сезон 2022–23), домашня арена — Фолькспаркштадіон на 57 000 місць) і ФК Санкт-Паулі (виступає в Другій Бундеслізі, сезон 2022–23), домашня арена — Міллернтор-Штадіон на 29 546 місць).

## Клімат
| Клімат Гамбурга за останні 10 років (2004 - 2013) | Клімат Гамбурга за останні 10 років (2004 - 2013) | Клімат Гамбурга за останні 10 років (2004 - 2013) | Клімат Гамбурга за останні 10 років (2004 - 2013) | Клімат Гамбурга за останні 10 років (2004 - 2013) | Клімат Гамбурга за останні 10 років (2004 - 2013) | Клімат Гамбурга за останні 10 років (2004 - 2013) | Клімат Гамбурга за останні 10 років (2004 - 2013) | Клімат Гамбурга за останні 10 років (2004 - 2013) | Клімат Гамбурга за останні 10 років (2004 - 2013) | Клімат Гамбурга за останні 10 років (2004 - 2013) | Клімат Гамбурга за останні 10 років (2004 - 2013) | Клімат Гамбурга за останні 10 років (2004 - 2013) | Клімат Гамбурга за останні 10 років (2004 - 2013) |
| Показник                                          | Січ.                                              | Лют.                                              | Бер.                                              | Квіт.                                             | Трав.                                             | Черв.                                             | Лип.                                              | Серп.                                             | Вер.                                              | Жовт.                                             | Лист.                                             | Груд.                                             | Рік                                               |
| Абсолютний максимум, °C                           | 14,4                                              | 19,2                                              | 23,0                                              | 29,7                                              | 33,5                                              | 37,7                                              | 41,9                                              | 39,3                                              | 32,3                                              | 28,6                                              | 20,2                                              | 17,8                                              | 41,9                                              |
| Середній максимум, °C                             | 3,5                                               | 4,0                                               | 8,0                                               | 14,6                                              | 17,9                                              | 20,8                                              | 23,5                                              | 22,2                                              | 18,9                                              | 13,9                                              | 8,3                                               | 4,4                                               | 13,3                                              |
| Середня температура, °C                           | 1,7                                               | 1,9                                               | 4,6                                               | 9,6                                               | 13,0                                              | 15,8                                              | 18,7                                              | 17,8                                              | 14,9                                              | 10,6                                              | 6,2                                               | 2,7                                               | 9,8                                               |
| Середній мінімум, °C                              | −0,1                                              | −0,3                                              | 1,1                                               | 4,7                                               | 8,1                                               | 10,9                                              | 13,8                                              | 13,5                                              | 10,8                                              | 7,3                                               | 4,0                                               | 1,0                                               | 6,2                                               |
| Норма опадів, мм                                  | 68                                                | 50                                                | 52                                                | 28                                                | 76                                                | 74                                                | 96                                                | 77                                                | 60                                                | 59                                                | 67                                                | 64                                                | 771                                               |
| ------------------------------------------------- | ------------------------------------------------- | ------------------------------------------------- | ------------------------------------------------- | ------------------------------------------------- | ------------------------------------------------- | ------------------------------------------------- | ------------------------------------------------- | ------------------------------------------------- | ------------------------------------------------- | ------------------------------------------------- | ------------------------------------------------- | ------------------------------------------------- | ------------------------------------------------- |
| Джерело: weatheronline                            |                                                   |                                                   |                                                   |                                                   |                                                   |                                                   |                                                   |                                                   |                                                   |                                                   |                                                   |                                                   |                                                   |

## Цікаві факти
- Гамбург займає перше місце серед міст Європи за кількістю мостів (за різними даними від 2300 до більше 2500). У місті більше мостів ніж у Венеції (400), Амстердамі (1200) й Лондоні, разом узятих.
- У Гамбурзі розташовано найбільший у світі район портових складів на дерев'яних палях (нім. Speicherstadt), побудований наприкінці XIX ст. на мілководді Ельби. Старі закопчені червоноцегляні 5—6-поверхові будівлі складів, розташовані рядами-кварталами на островах посеред Ельби, де «вулицями» служать канали.
- Цікавинкою Гамбурга є пішохідний транспортний тунель протяжністю у 800 метрів, що йде під дном Ельби на глибині 21 метра з одного її берега до іншого. Для спуску до нього та підйому звідти до міста є ліфти, де можна провести не тільки людей, але й велосипеди. До 2006 року тунель був такої ширини, що ним проїжджали автомобілі, але було здійснено модернізацію, тунель поділено на 2 частини, одна з яких є наразі суто пішохідною, друга має велосипедну доріжку. На стінах тунелю є мозаїка та композиції з металу.
- У Гамбурзі народився і помер відомий німецький зоолог, дресувальник, торговець дикими тваринами, засновник Гамбурзького зоопарку Карл Гаґенбек.
- У Гамбурзі в 1960—1962 роках починала свою музичну кар'єру легендарна рок-група «The Beatles», будучи ще маловідомою в себе на батьківщині, у Ліверпулі.
- У Гамбурзі жили й тренувалися колишні чемпіони світу з боксу в суперважкій ваговій категорії брати Віталій та Володимир Кличко.
- На честь міста названо астероїд 449 Гамбурга.

## Уродженці Гамбурга
- Фелікс Мендельсон (1809—1847) — німецький композитор-романтик, диригент
- Йоганнес Брамс (1833—1897) — композитор, піаніст і диригент
- Герман Гельмер (1849—1919) — архітектор
- Генріх Герц (1857—1894) — фізик
- Ганс Кралі (1884—1950) — американський актор і сценарист, німецького походження
- Ганс Альберс (1891—1960) — німецький театральний актор, кіноактор та естрадний співак
- Себастьян Дросте (1892 або 1898—1927) — німецький артист
- Гельмут Шмідт (1918—2015) — Федеральний канцлер Німеччини упродовж 1974—1982 років
- Гельмут Грім (1932—2004) — німецький актор театру і кіно
- Ангела Меркель (*1954) — німецький політик, лідер ХДС, Федеральний канцлер Німеччини.

## Галерея

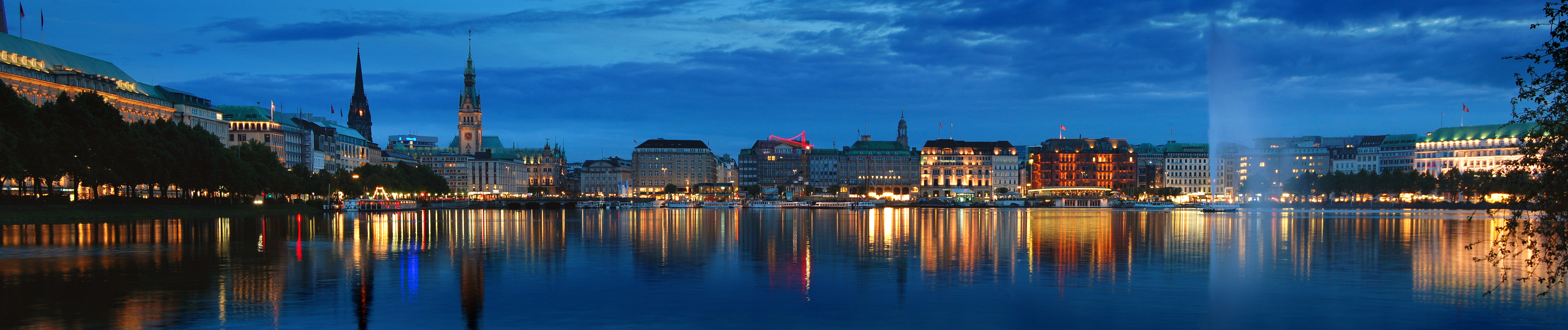
Панорама центральної частини міста

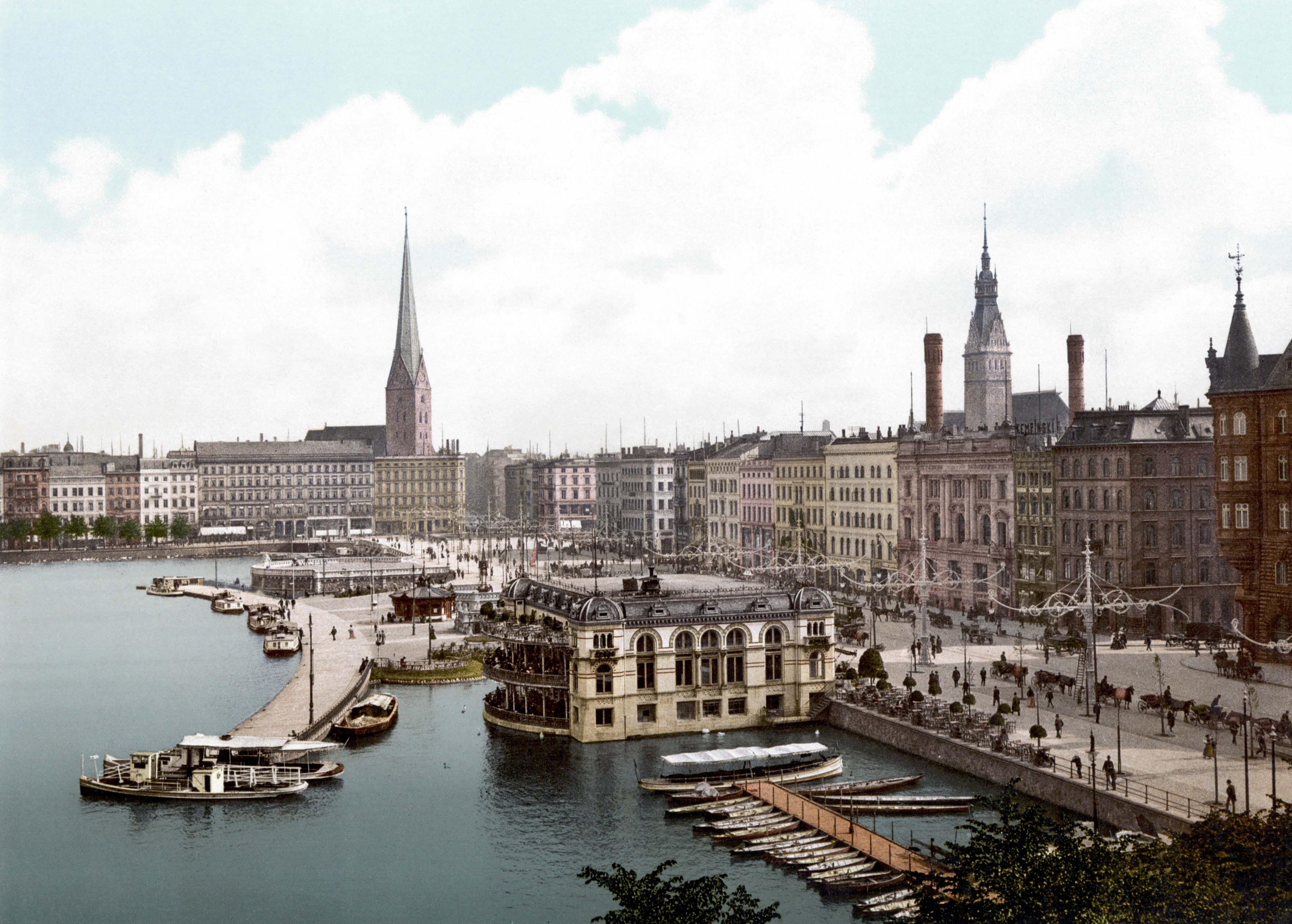
Гамбург на поштовій листівці (між 1890 і 1905 роками)
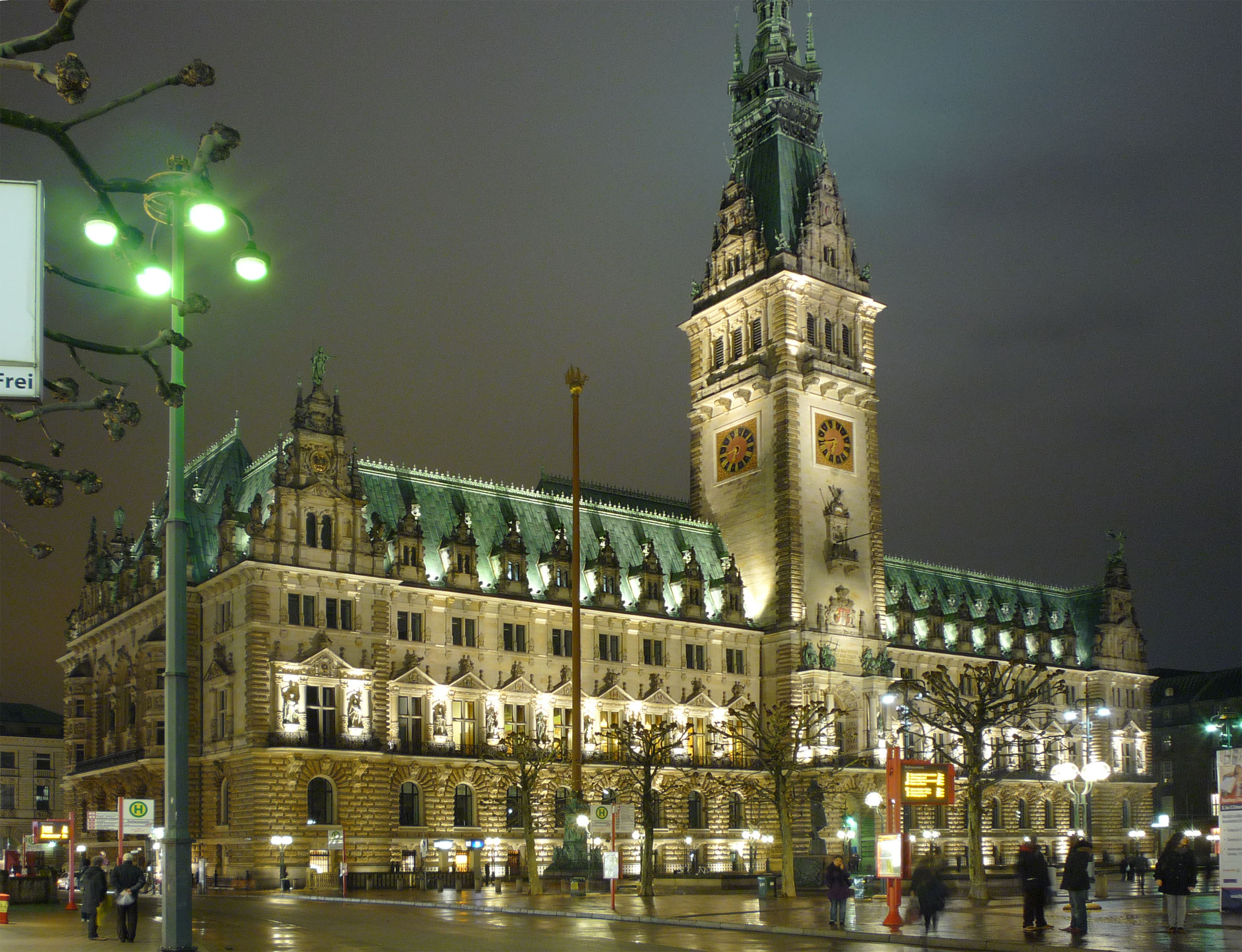
Центральна ратуша
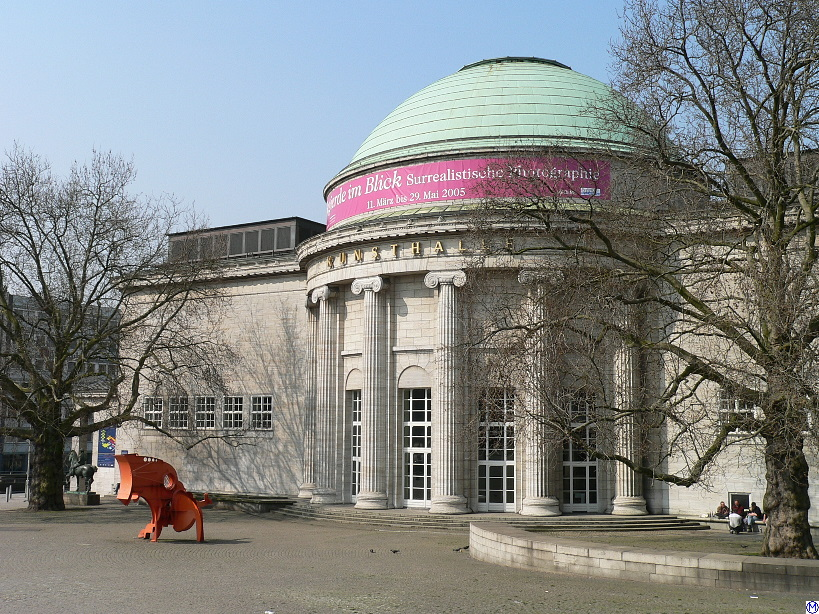
Кунстгалле
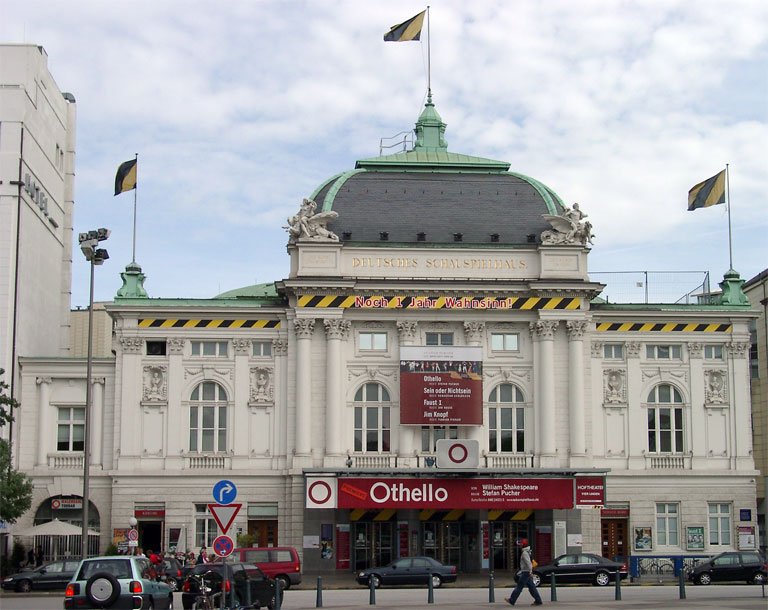
Німецький національний театр
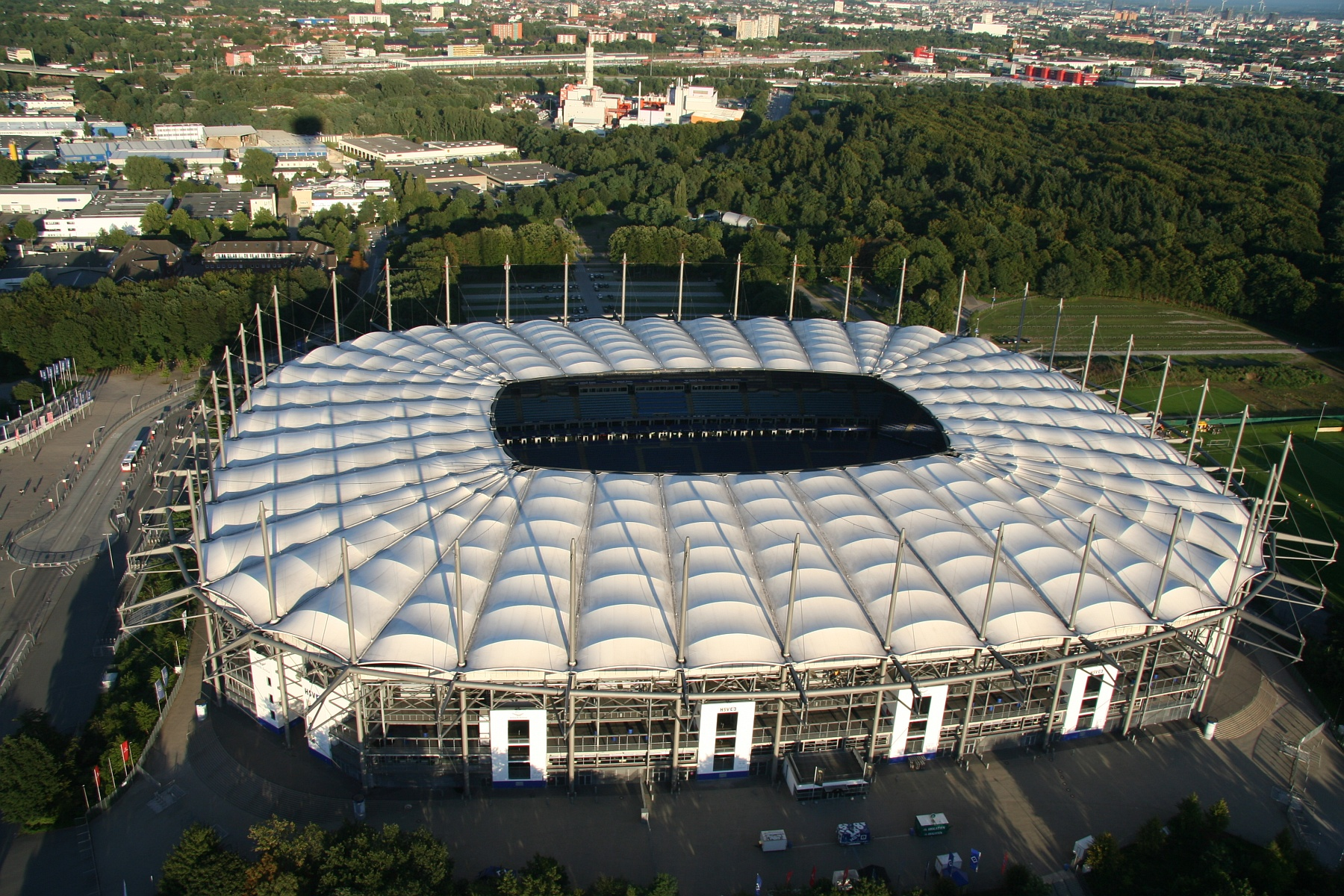
Фолькспаркштадіон
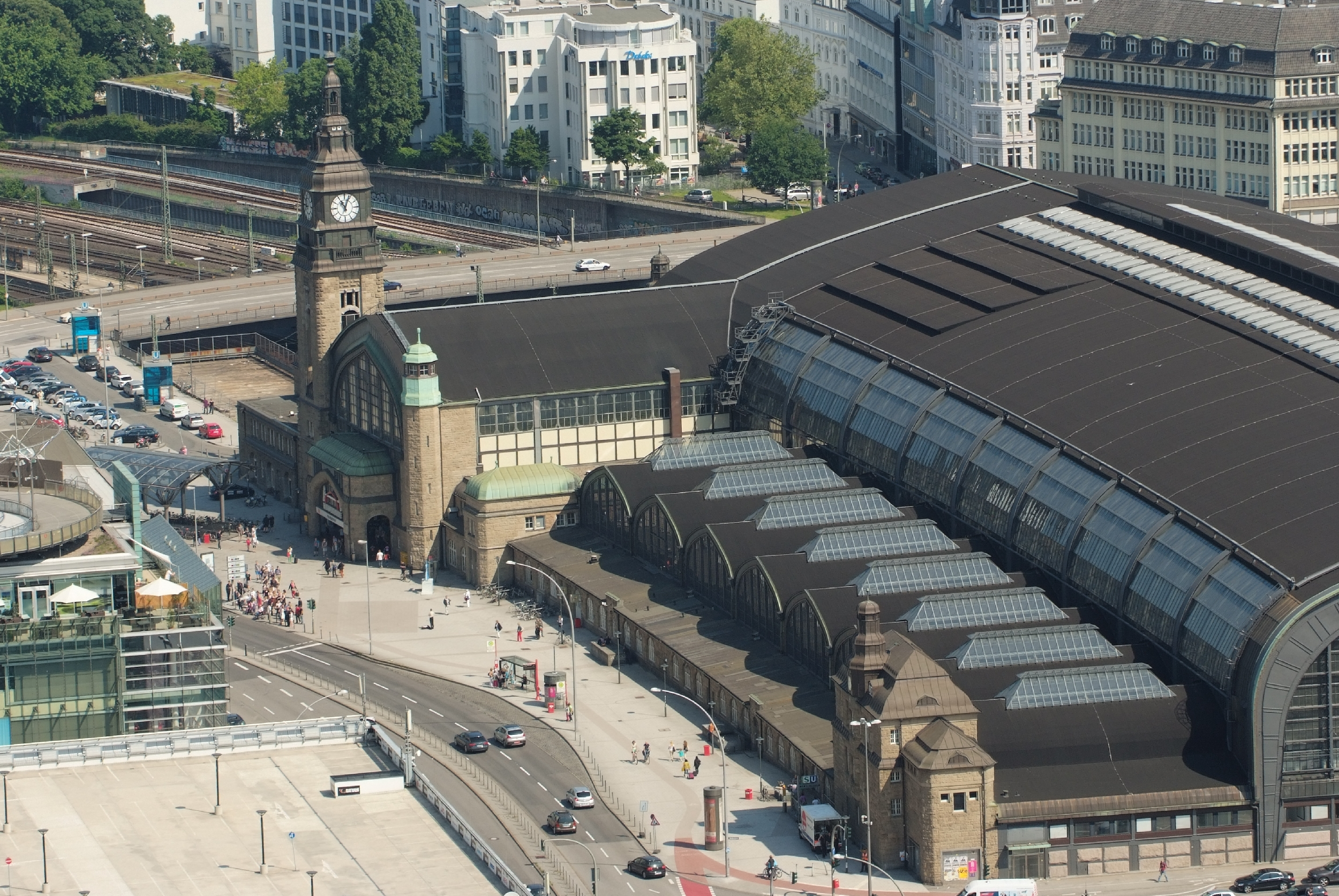
Головний залізничний вокзал
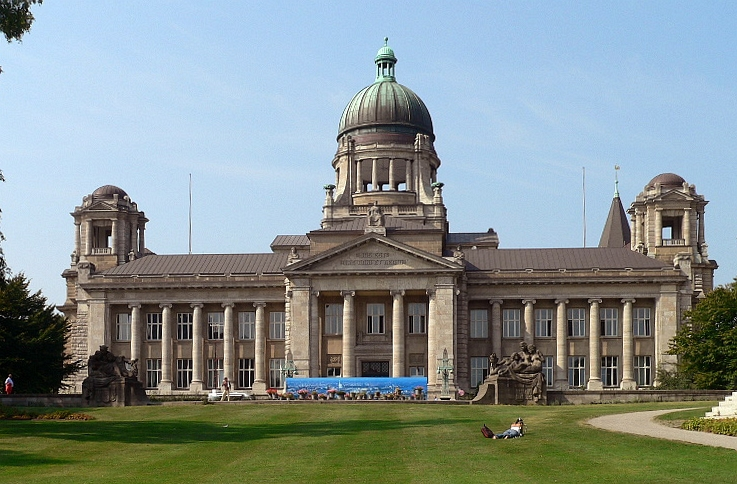
Верховний Суд
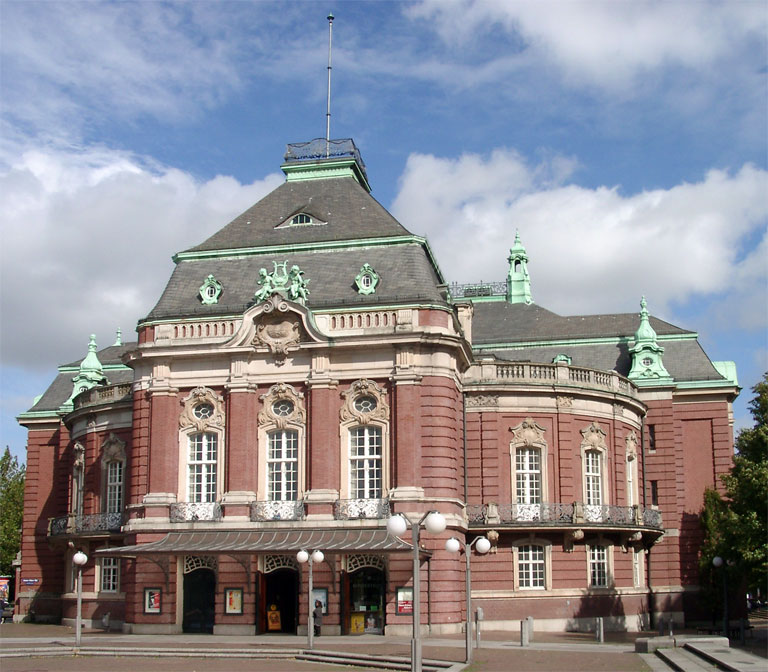
Мюзікгол
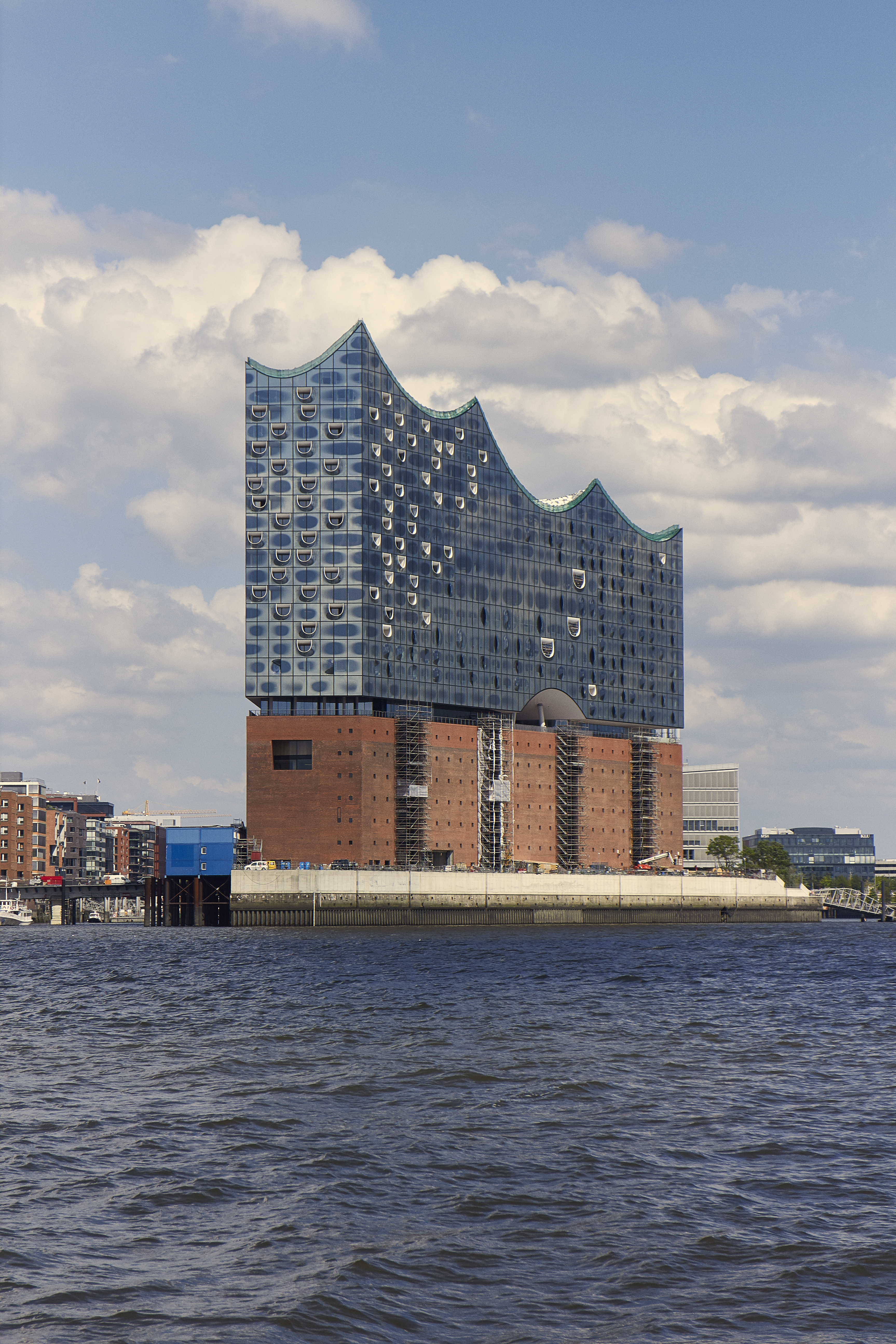
Ельбська філармонія
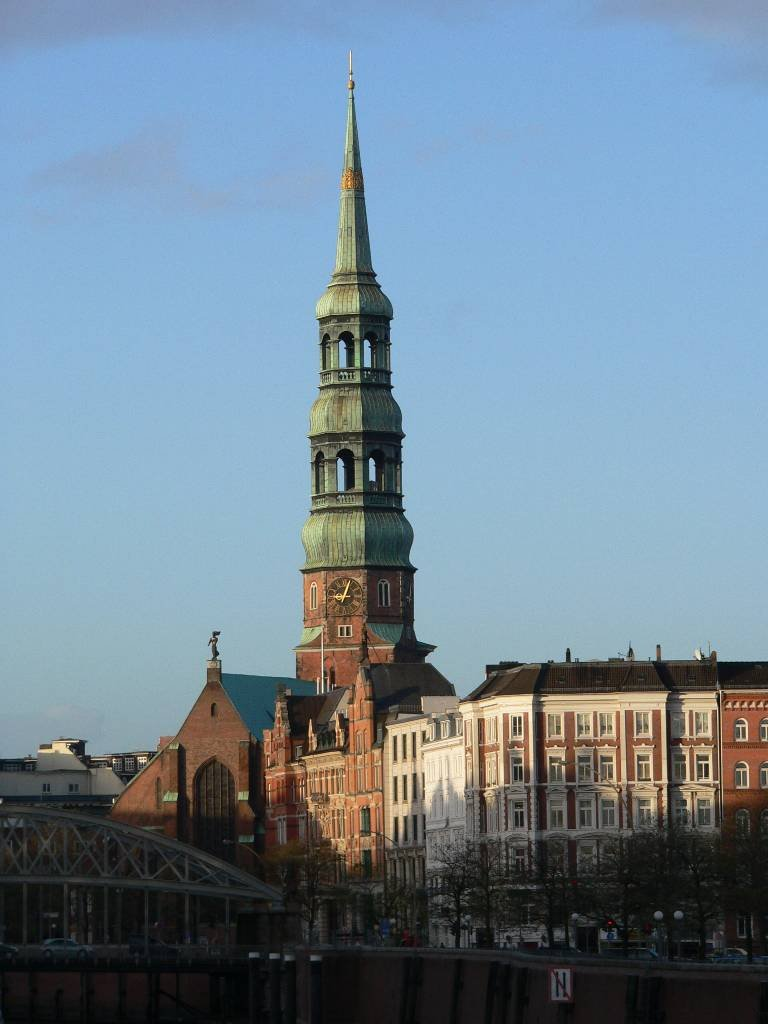
Церква Святої Катерини
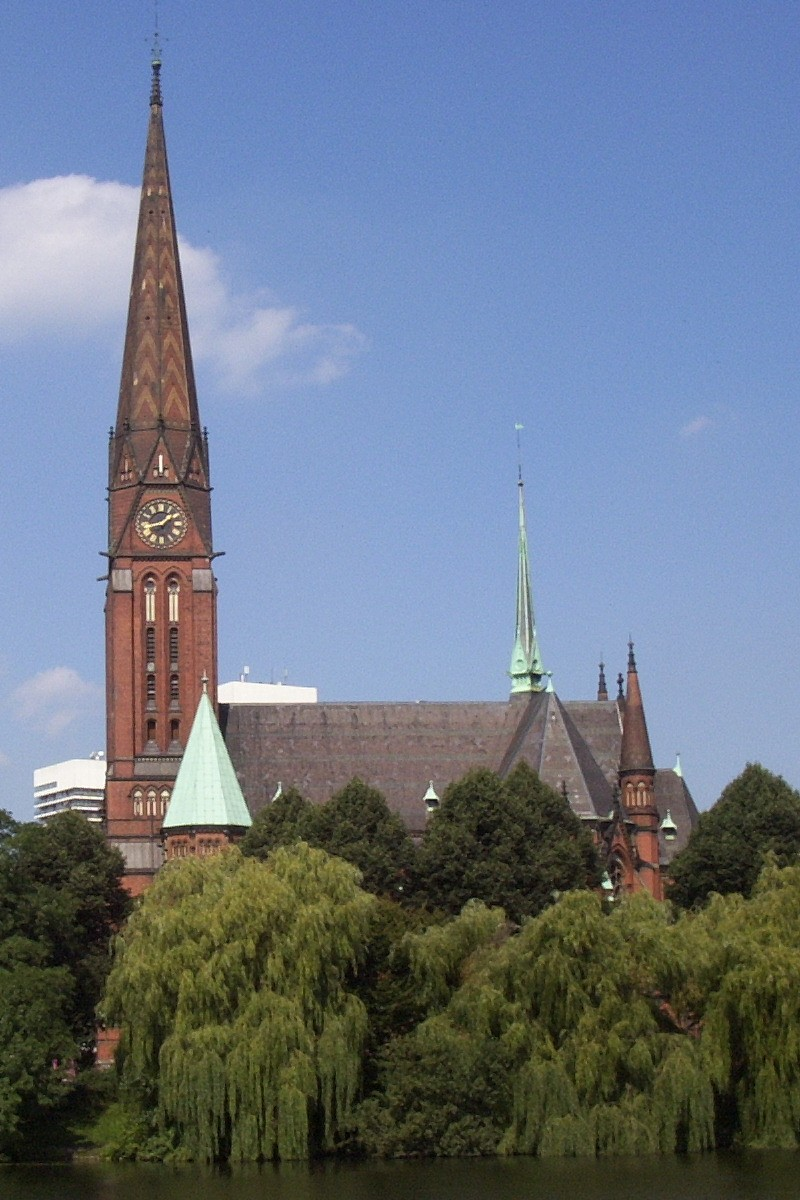
Церква Святої Гертруди
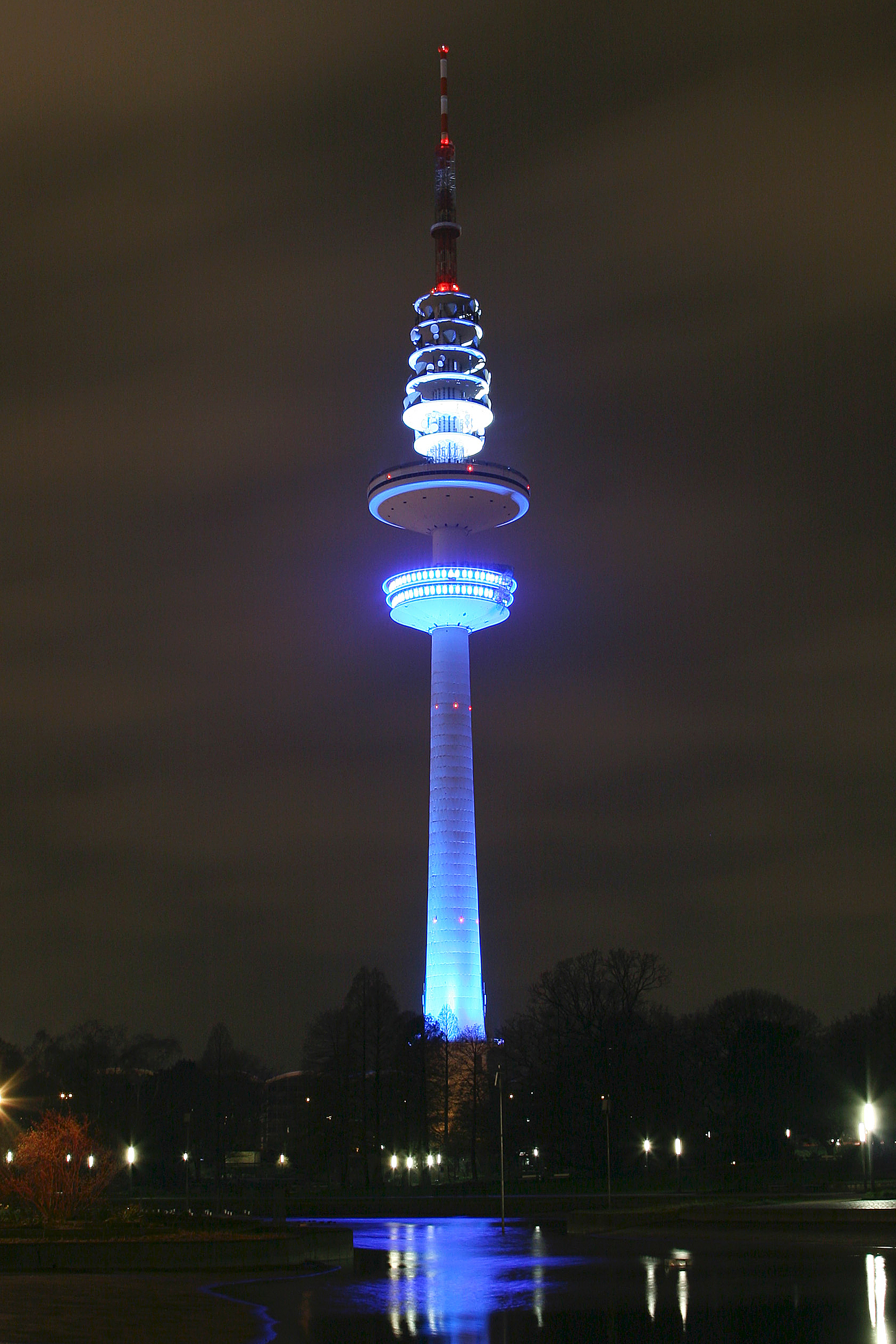
Телевізійна вежа